# 주성욱
주성욱(1992년 7월 11일 ~ )은 대한민국의 스타크래프트, 스타크래프트 II 프로게이머이다. Zest라는 아이디를 사용하며, 종족은 프로토스이다. 본래 아이디는 Wooki였으나, P7GAB을 거쳐 Zest로 변경하였다.

## 개요
처음 몸담은 게임단은 이스트로로 신정민 코치의 눈에 들어 온라인 연습생으로 들어왔다. 이후 커리지 매치를 거치지 않고 2009년 9월 4일에 진행된 2009년 하반기 드래프트에서 이스트로의 추천선수로 입단하였다. 그러나 고등학교를 졸업해야 한다는 집안의 반대로 인해 프로게이머 자격이 있음에도 경기 출전 없이 서류상으로만 소속되어 있었다. 이스트로에서 합숙한 기간은 5일에 불과했다.
2010년 10월 12일에 이스트로 해체가 공식 발표되었고, 13일 전 이스트로 선수단 공개 드래프트를 통해 위메이드 폭스에 영입되었다. 당시 위메이드 감독 김양중이 유병준 다음으로 노린 선수였다고 한다. 그러나 폭스에서도 바로 숙소 생활을 하지는 못하고 고등학교 졸업 무렵인 이해 12월부터 본격적인 숙소 생활에 들어갔다. 아버지의 반대를 무릅쓰고 시작한 프로게이머 생활이었지만, 데뷔전 전인 2011년 2월 10일에 결국 간질환으로 투병하던 아버지의 부고를 접했다. 폭스 시절 초기 프로리그에서 4승 2패를 거두며 주목을 받기 시작했고, 최종적으로는 8승 6패를 거두었다.
2011년 8월 22일 위메이드 폭스가 해체되었고, 11월 해체 게임단 공개 포스팅으로 KT 롤스터로 영입되었다. 이적 후 아이디를 PGAB으로 등록했다가 P7GAB으로 고쳤다. 이 아이디는 2013년 1월까지 쓰다가 2월 로스터 제출 때 Zest로 바꾸었다. KT에 이적한 후 삼성전자와의 대결에서 허영무를 상대로 뛰어난 경기를 보이며 첫승을 기록하였다.
또한 프로리그 3라운드에서 최강의 프로토스로 알려진 김택용도 제압하며 자신의 실력을 다시 검증하는 경기를 보여주었다. 하지만 포스트시즌에서 전패를 하여 아직 공식경험이 많이 부족한 상태이다.
KeSPA의 종목 전환으로 인해 주성욱 또한 자연스럽게 스타2로 전향되었다. 스타2로 전향한 후 과거 폭스 시절 때보다 더 놀라운 활약을 하고 있으며, 특히 프로토스전에서 초강세이다.
스타2로 전환된 이후 KT 프로토스 중 성적이 상위권에 있으며,2014년 초반당시 WCS KOREA SEAONE1에서 코드A에서 이신형 과 송병구를 각각 2:0로 승리하면서 첫 코드S에 로열로더로 진출했다. 특히 프로리그 2014 1R 결승전에서 SK텔레콤을 상대로 선봉올킬을 기록하는 등 포스트시즌 전패의 악연을 완벽히 끊어내었다.
2014년 프로리그 2라운드부터 코치로 전향한 고강민의 뒤를 이어 KT의 주장으로 선임되었다.
2014년 3월 26일 Code S 4강에서 정윤종을 상대로 4:2로 승리해 생에 첫 로열로더로 결승진출 하였다. 결승에 진출하기까지 조성주를 제외한 개인리그 우승자 출신 선수(이신형, 송병구, 김유진, 백동준, 정윤종, 김민철)를 모두 제압하는 기염을 보여주기도 했다.
2014년 4월 5일 강남 곰eXP 스튜디오에서 펼쳐진 2014 핫식스 글로벌 스타크래프트 II 리그 시즌 1 결승전에서는 어윤수를 상대로 4:3으로 승리하며 생애 첫 개인리그 우승을 기록했다. 또한 이 우승으로 주성욱은 GSL의 세 번째 로열로더로 등극하였다.
2016년 10월 KT 롤스터의 스타크래프트 II 종목 팀 해체로 무소속 신분이 되었다.

## 전적
통산전적 (13.05.20 기준, 스타2 전적포함)
|             | 경기 | 승-패 | 승률  |
| ----------- | ---- | ----- | ----- |
| 대 저그     | 23   | 14–9  | 60.9% |
| 대 테란     | 13   | 6–7   | 46.2% |
| 대 프로토스 | 45   | 25–20 | 55.6% |
| 총합        | 81   | 45–36 | 55.6% |

## 수상 경력
프리미어 개인리그 우승 5회, 준우승 3회
- 2013년 7월 WCG 2013 한국대표선발전 스타크래프트 ll 부문 8강
- 2013년 10월 IEM Season VIII - New York 16강
- 2014년 2월 SK텔레콤 스타크래프트 II 프로리그 2014 1라운드 결승전 MVP
- 2014년 4월 2014 핫식스 글로벌 스타크래프트 II 리그 시즌 1 코드 S 우승 (vs 어윤수 4:3)
- 2014년 4월 2014 핫식스 GSL 글로벌 토너먼트 우승 (vs 원이삭 4:3)
- 2014년 6월 SanDisk SHOUTcraft Invitational 3위
- 2014년 6월 2014 핫식스 글로벌 스타크래프트 II 리그 시즌 2 코드 S 8강
- 2014년 7월 IEM Season IX - Shenzhen 8강
- 2014년 8월 IEM Season IX - Toronto 준우승 (vs 이영호 1:4)
- 2014년 9월 2014 KeSPA컵 우승 (vs 김준호 4:1)
- 2014년 9월 2014 핫식스 글로벌 스타크래프트 II 리그 시즌 3 코드 S 4강
- 2014년 10월 WECG 2014 한국대표선발전 스타크래프트 ll 부문 8강
- 2014년 11월 2014 WCS 글로벌 파이널 16강
- 2014년 11월 IeSF 2014 World Championship 스타크래프트 ll 부문 우승
- 2014년 11월 2014 핫식스컵 라스트 빅매치 4강
- 2015년 3월 IEM Season IX - World Championship 우승 (vs 조성호 4:1)
- 2015년 5월 GiGA 인터넷 2015 KeSPA컵 시즌1 16강
- 2015년 5월 스베누 스타크래프트 II 스타리그 2015 시즌 2 8강
- 2015년 8월 스베누 스타크래프트 II 스타리그 2015 시즌 3 8강
- 2015년 9월 SK텔레콤 스타크래프트 II 프로리그 2015 정규시즌 다승왕 (공동)
- 2015년 9월 SK텔레콤 스타크래프트 II 프로리그 2015 4라운드 MVP
- 2015년 9월 2015 핫식스 글로벌 스타크래프트 II 리그 시즌 3 코드 S 8강
- 2015년 10월 2015 Kung Fu Cup Season 2 4강
- 2015년 11월 2015 WCS 글로벌 파이널 16강
- 2015년 11월 SanDisk SHOUTcraft Invitational II 8강
- 2015년 12월 2016 핫식스 글로벌 스타크래프트 II 리그 프리시즌 1주차 4강
- 2015년 12월 2016 핫식스 글로벌 스타크래프트 II 리그 프리시즌 2주차 16강
- 2016년 4월 2016 Kung Fu Cup Season 1 8강
- 2016년 5월 2016 핫식스 글로벌 스타크래프트 II 리그 시즌 1 코드 S 우승 (vs 전태양 4:2)
- 2016년 6월 스타크래프트 II 스타리그 2016 시즌 2 8강
- 2016년 7월 2016 핫식스 글로벌 스타크래프트 II 리그 시즌 2 코드 S 16강
- 2016년 9월 2016 스타크래프트 II KeSPA컵 8강
- 2016년 11월 2016 WCS 글로벌 파이널 8강
- 2016년 11월 HomeStory Cup XIV 준우승 (vs 조지현 3:4)
- 2017년 1월 2017 핫식스 글로벌 스타크래프트 II 리그 시즌 1 코드 S 32강
- 2017년 3월 IEM Season XI - World Championship 12강
- 2017년 4월 2017 핫식스 글로벌 스타크래프트 II 리그 시즌 2 코드 S 32강
- 2017년 4월 2017 VSL Season 1 4강
- 2017년 9월 GSL Super Tournament 시즌 2 16강
- 2018년 1월 2018 글로벌 스타크래프트 II 리그 시즌 1 코드 S 8강
- 2018년 2월 IEM Season XII - PyeongChang 8강
- 2018년 2월 IEM Season XII - World Championship 24강
- 2018년 4월 2018 AfreecaTV GSL Super Tournament 시즌1 16강
- 2018년 4월 2018 글로벌 스타크래프트 II 리그 시즌 2 코드 S 준우승 (vs 조성주 0:4)
- 2018년 7월 2018 글로벌 스타크래프트 II 리그 시즌 3 코드 S 4강
- 2018년 8월 2018 GSL vs the World 16강
- 2018년 10월 2018 WCS 글로벌 파이널 16강
- 2019년 2월 2019 마운틴듀 글로벌 스타크래프트 II 리그 시즌 1 코드 S 32강
- 2019년 4월 2019 GSL Super Tournament 시즌1 8강
- 2019년 4월 2019 마운틴듀 글로벌 스타크래프트 II 리그 시즌 2 코드 S 32강
- 2019년 7월 2019 마운틴듀 글로벌 스타크래프트 II 리그 시즌 3 코드 S 8강
- 2019년 8월 2019 Assembly Summer 4강